# Abdallah Abdalsalam
Abdallah Abdalsalam Ahmed Bakhit (ur. 10 października 1983 w Kairze) – egipski siatkarz, reprezentant kraju, grający na pozycji rozgrywającego. 

## Sukcesy klubowe
Puchar Egiptu:
- 2002, 2003, 2004, 2005, 2006, 2010, 2013, 2016, 2017, 2018, 2019, 2020

Liga egipska:
- 2002, 2003, 2004, 2006, 2010, 2013, 2014, 2016, 2017, 2018, 2019, 2020, 2021

Klubowe Mistrzostwa Arabskie:
- 2002, 2004, 2006, 2020

Klubowe Mistrzostwa Afryki:
- 2003, 2004, 2006, 2011, 2016, 2018, 2019, 2022[1]

Puchar Włoch:
- 2007

Liga włoska:
- 2007

Klubowe Mistrzostwa Azji:
- 2010

Klubowe Mistrzostwa Zatoki Perskiej:
- 2010

Liga katarska:
- 2010

Liga libańska:
- 2015

## Sukcesy reprezentacyjne
Igrzyska Afrykańskie:
- 2003, 2007

Igrzyska Śródziemnomorskie:
- 2005

Mistrzostwa Afryki:
- 2005, 2007, 2009, 2011, 2013, 2015
- 2017

Igrzyska Panarabskie:
- 2006

Letnia Uniwersjada:
- 2009

## Nagrody indywidualne
- 2001: Najlepszy zagrywający Mistrzostw Świata Kadetów
- 2005: Najlepszy rozgrywający i zagrywający Mistrzostw Afryki
- 2005: Najlepszy zagrywający Pucharu Wielkich Mistrzów
- 2007: MVP Pucharu Włoch
- 2007: MVP i najlepszy rozgrywający Mistrzostw Afryki
- 2009: Najlepszy rozgrywający Mistrzostw Afryki
- 2011: Najlepszy rozgrywający Mistrzostw Afryki
- 2017: Najlepszy zagrywający Mistrzostw Afryki
- 2017: MVP Klubowych Mistrzostw Afryki